# ハーウッド (小惑星)
ハーウッド (7040 Harwood) は、小惑星帯の小惑星である。パロマー天文台のトム・ゲーレルスとライデン天文台のファン・ハウテン夫妻が発見した。
南アフリカ出身のイギリスの脚本家、ロナルド・ハーウッドに因んで名付けられた。